# لسان برينس وليام البحري
لسان برينس وليام البحري (بالإنجليزية: Prince William Sound)‏ هو لسان بحري في خليج ألاسكا في الساحل الجنوبي لولاية ألاسكا في الولايات المتحدة الأمريكية.
تقع شرق شبه جزيرة كيناي.
أكبر موانيها هو فالديز عند نهاية نظام خط الأنانيب العابر لألاسكا.